# Charles Forster Willard
Charles Foster Willard (13 octobre 1883 - 1er février 1977) est un aviateur et ingénieur américain, connu comme le premier cascadeur dans un cirque volant (barnstormer). 

## Biographie
Il commence à participer à des courses automobiles avant d'apprendre à voler en tant que l'un des premiers élèves-pilotes avec Glenn Curtiss. Il est la 10e personne à recevoir une licence officielle de pilote. Willard réalise un certain nombre de « premières » dans le domaine de l'aviation,.
En 1910, Willard effectue le tout premier vol au-dessus du centre-ville de Los Angeles. Il est la première personne à transporter trois passagers aux États-Unis. Willard a le malheureux record d'être la première personne à voir son avion tiré du ciel au fusil - celui d'un fermier agacé qui a touché son hélice avec un fusil à écureuil,,,.
Au Harvard-Boston Aero Meet de 1910, Charles Willard emmène Miss Eleanor Ladd de Boston sur un vol. Elle travaille pour un journal de Boston et aurait été la première journaliste américaine à voler dans un avion. Pendant le spectacle aérien, Willard emmène également le lieutenant de l'armée Jacob E. Finkel, un tireur d'élite à la carabine dans son biplan Curtiss. Alors que Willard fait le tour de l'aérodrome, Finkel tire depuis l'avion sur des cibles au sol, les touchant le plus souvent. L'expérience est jugée "très satisfaisante".
Avec le pionnier de l'aviation Stanley Yale Beach, ils construisent le monoplan Beach-Willard, dont ils obtiennent des brevets, après avoir inventé la connexion d'avions ou d'ailes à un corps triangulaire, applicable en France, en Angleterre et aux États-Unis,.
Le 1er juillet 1912, le père de Willard, William A. Willard, est le passager de Harriet Quimby lorsque les deux meurent dans un accident.

## Galerie

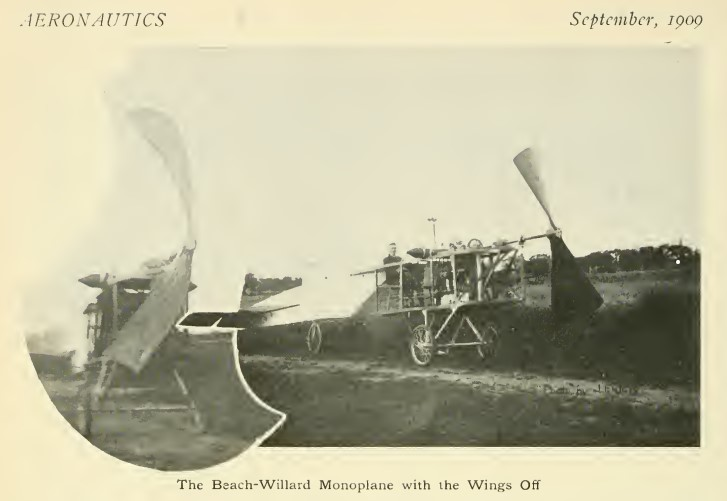
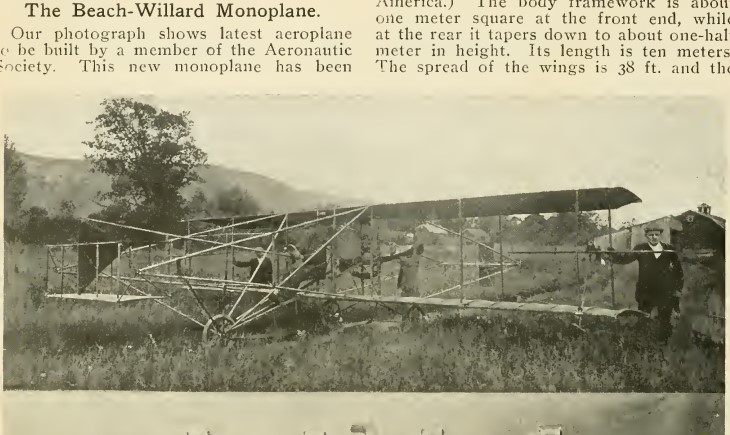
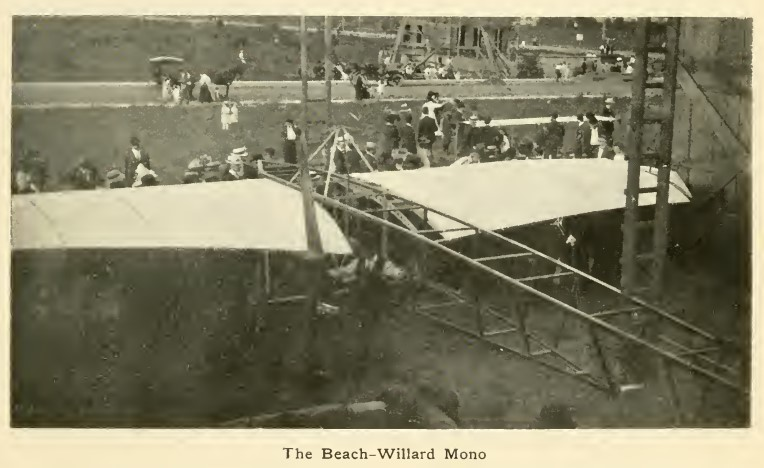